# Národní stadion Borise Paičadzeho
Národní stadion Borise Paičadzeho (též Dinamo Arena či ბორის პაიჭაძის ეროვნული სტადიონი/) je víceúčelový stadion sloužící zejména pro fotbal, ragby a atletiku v gruzínském městě Tbilisi. Využívá se především pro fotbalová utkání místního klubu FC Dinamo Tbilisi, a také pro Gruzínskou fotbalovou reprezentací a Gruzínskou ragbyovou reprezentací. Kapacita stadionu je 54 202 diváků. Kromě toho stadion slouží jako kulturní zařízení s možností pořádání koncertů. Tento stadion využívá při koncertních turné mnoho zpěváků a hudebníků.
Od roku 1995 byl přejmenován po slavném gruzínském fotbalistovi Borisovi Paičadzem. Jeho bývalé jméno bylo od jeho postavení Stadion Vladimíra Iljiče Lenina. 

## Historie
V 70. letech 20. století byla plánována výstavba nového fotbalového stadionu pro město Tbilisi a jeho fotbalový klub Dinamo Tbilisi, který by byl postaven na základech svého předchozího stadionu Stadion Dinamo, který byl v roce 1963 zbourán pro novou výstavbu. Bývalý stadion byl postaven v roce 1936 a měl kapacitu pro 23 000 diváku, což je málo místa pro rostoucí počet fanoušků v této oblasti. 
Za vybudování nového stadionu byli pověření architekti Archil Kurdiani a Gia Kurdiani společně se stavební architektkou Šalvou Gazashvili. Přestože bylo téměř celý stadion zničen, byly zachovány prvky starého stadionu. Nový stadion byl slavnostně otevřen 26. září 1976, který měl kapacitu pro 74 354 diváků. Byly realizovány poměrně složité architektonické konstrukční prvky. Zařízení představovalo konzolový systém podporovaný 58 pylony. Měl dvě patra, druhé patro bylo kryto střechou, na které se také nacházejí reflektory a pod prvním patrem byly sportovní zařízení, například plavecký bazén nebo tělocvična. Uvnitř prostoru byly dva tunely, které spolu komunikují a které by v případě nouze usnadnily evakuaci stánků. 
V některých důležitých zápasech Dinamo Tbilisi kapacita překročila 100 000 diváků. Poté, co Gruzie získala nezávislost, zůstala ve vlastnictví státu. V roce 1995 zde Německá fotbalová reprezentace hrálo proti Gruzii před 110 000 diváky. Ve stejném roce získal stadion jméno po nejoblíbenějším gruzínském fotbalistovi Borisovi Paičadzem. V roce 1996 bylo 20 000 starých dřevěných sedadel na tribunách nahrazeno moderním sezením.
V dubnu 2006 byla zahájena rekonstrukce stadionu podle standardů UEFA a kapacita byla snížena na 54 549 diváků. V renovovaném stadionu se konal první zápas 2. září 2006. V roce 2015 se zde odehrálo finále Superpoháru UEFA mezi FC Barcelonou a Sevillou FC.